# دستور فنزويلا

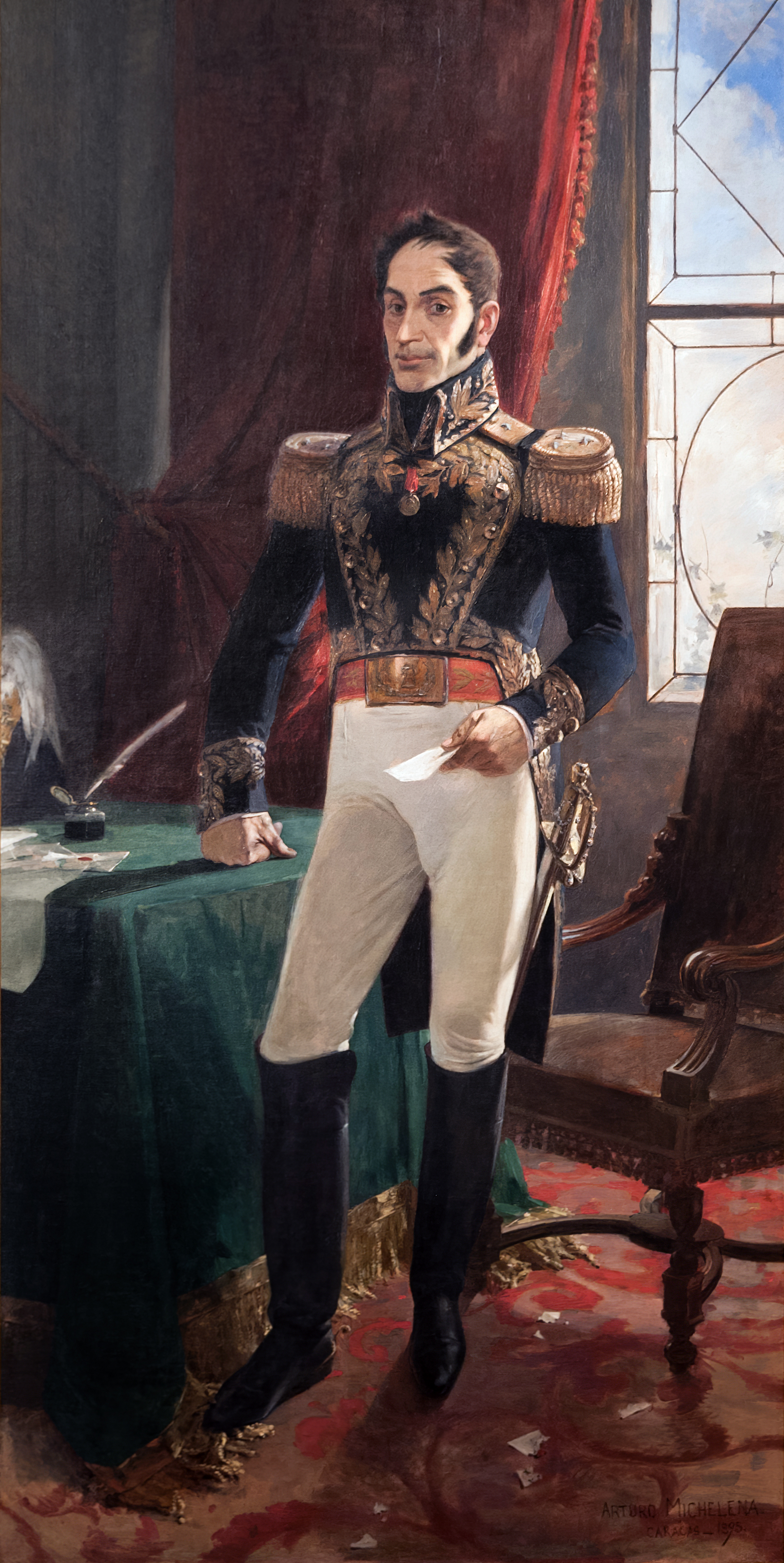
تم تلقيب دستور 1999 بالبوليفاري تيمنا بزعيم تحرير واستقلال أمريكا اللاتينية سيمون بوليفار

دستور فنزويلا رسميا دستور جمهورية فنزويلا البوليفارية، هو الدستور بصيغته الحالية السادس والعشرين لفنزويلا. تم صياغته في منتصف عام 1999 من قبل الجمعية الدستورية التي تم إنشاؤها بواسطة استفتاء شعبي. اعتمدت في ديسمبر كانون الأول عام 1999، محل دستور 1961 - أطول وثيقة دستورية في تاريخ فنزويلا. تمت الترويج ودعمه في المقام الأول من قبل الرئيس السابق لفنزويلا هوغو شافيز، وتم ذلك بدعم قوي من مختلف القطاعات والإتجاهات الفنزويلية، بما في ذلك الشخصيات المتورطة في إصدار دستور عام 1961 مثل «لويس ميكويلينا» و«كارلوس أندريس بيريز».
مؤيدو شافيز وأنصاره أقروا وثيقة 1999 بوصفه (The Constitution of the Bolivarian Republic of Venezuela) بمعنى («الدستور البوليفاري») لأنهم يؤكدون أن فنزويلا والشعب الفنزويلي في إطار أمريكا اللاتينية هي سليل التفكير والفلسفة السياسية التحريرية والإستقلالية لسيمون بوليفار، فتم بناء عليه تسمية وثيقة الدستور الفنزويلي بالدستور البوليفاري.
فكان الدستور البوليفاري سنة 1999 أول دستور يُوافَق عليه في استفتاء شعبي في تاريخ فنزويلا، وافتتح محاكمة ما يسمى ب «الجمهورية الخامسة» في فنزويلا بسبب التغيرات الاجتماعية والاقتصادية، فضلاً عن تغيير رسمي في اسم فنزويلا من (ريبوبليكا دي فنزويلا _ the Republic of Venezuela) أي ما معناه «جمهورية فنزويلا» إلى (ريبوبليكا البوليفارية لفنزويلا_ The Bolivarian Republic of Venezuela) (جمهورية فنزويلا البوليفارية).
تم إجراء تغييرات رئيسية وجوهرية في هيكل الحكومة ومسؤوليات تسيير فنزويلا، وعدد أكبر من التعديلات والإضافات الجوهرية في مجال حقوق الإنسان، أهمها أنه مكفول لجميع الفنزويليين بالعديد من الحقوق الرئيسية- بما في ذلك التعليم المجاني حتى المستوى الجامعي، والرعاية الصحية مجانا، والحق في الحصول على بيئة نظيفة، وحق الأقليات (الشعوب الأصلية خاصة) بدعم ثقافتهم التقليدية، وحق ممارسة العبادات والأديان، واللغات، وغيرها من اختلاف الثقافات.

## وصلات خارجية
- Constitución de la República Bolivariana de Venezuela (HTML)
- ترجمة إنجليزية للدستور الفنزويلي (pdf)
- (بالإسبانية) 1961 Constitution amended as of 1983